# Gino D'Acampo
Gino D'Acampo, all'anagrafe Gennaro D'Acampo (Torre del Greco, 17 luglio 1976), è un cuoco e personaggio televisivo italiano che vive e lavora nel Regno Unito, conosciuto per i suoi programmi televisivi e libri incentrati sul cibo e sulla cucina.

## Carriera
Gino D'Acampo vive a Elstree, nel Hertfordshire, con la moglie Jessica, con la quale si è sposato nel 2002, e i loro tre figli; tiene lezioni e seminari per gli studenti all'istituto alberghiero "Luigi de Medici" di Ottaviano ed è membro della "Federazione italiana cuochi". Nel 1995, a diciannove anni, Gino si trasferì a Londra per lavorare nel "The Orchard restaurant", ad Hampstead, e nel "Cambio restaurant" a Guildford.
Nel 1998 fu condannato per aver svaligiato la casa londinese del cantante Paul Young e dovette scontare due anni di prigione.
D'Acampo è co-proprietario di "Bontà Italia", un fornitore di materie prime e ingredienti italiani e fece carriera nello sviluppo di cibi pronti, iniziando con la linea Tesco Finest. Questa esperienza lo condusse all'esordio della sua carriera televisiva in qualità di ospite a "Great Food Live" su UKTV Food. Nel 2013 Gino ha lanciato una catena di ristoranti con il suo nome seguito da "My pasta bar" e "My restaurant", con cinque ristoranti; il primo aprì nel luglio 2013 su Fleet Street. Possiede ristoranti anche a Leadenhall Market, a Bishopsgate, alla stazione di Euston, al The Manchester Corn Exchange e a Camden Town.

## Televisione
- Too Many Cooks (ITV, 2004-2005)
- Soapstar Superchef (ITV, 2007)
- I'm a Celebrity...Get Me Out of Here! (ITV, 2009) – Concorrente e vincitore
- This Morning (ITV, 2009-in corso)
- There's No Taste Like Home[9] (ITV, 2011)
- Let's Do Lunch with Gino & Mel (ITV, 2011-2014) – Presentatore
- Let's Do Christmas with Gino & Mel (ITV, 2012-2014) – Presentatore
- Gino's Italian Escape[10][11][12][13] (ITV, 2013-2018)
- Celebrity Juice Regular (ITV2, 2014-in corso)
- Keith Lemon's Back T'Future Tribute (ITV, 2015)
- Gordon, Gino and Fred's Great Christmas Roast (ITV, 2017)
- Gino's Win Your Wish List[14] (Channel 5, 2018-in corso) – Presentatore
- Gino, Gordon & Fred - Amici miei (Gordon, Gino and Fred: Road Trip) (ITV, 2018)
- Restaurant Swap - Cambio ristorante (Nove, 2020-in corso)
- Gino cerca chef (Nove, 2020-in corso)
- Bake Off Italia - Dolci in forno (Real Time, 2020-in corso)
- Fuori menù (Food Network, 2021-in corso)

## Opere
- Fantastico! (2007)
- Buonissimo! (2008)
- The Italian Diet (2010)
- Gino's Pasta (2011)
- Italian Home Baking (2011)
- Gino's Italian Escape (2013)
- Gino's Italian Escape: A Taste of the Sun (2014)[15]
- Gino's Veg Italia! 100 Quick and Easy Vegetarian Recipes (2015)[16]
- Gino's Italian Escape: Islands in the Sun (2015)
- Gino's Hidden Italy (2016)
- Gino's Healthy Italian for Less (2017)
- Gino's Italian Coastal Escape (2017)